# Verspreide Eilanden in de Indische Oceaan
De Verspreide Eilanden in de Indische Oceaan (Frans: Îles Éparses de l'océan Indien) zijn enkele eilanden en een archipel in de Indische Oceaan. Ze staan onder Frans bestuur en hebben geen permanente bewoners. Afgezien van rotspunten en riffen betreft het vier eilanden en een eilandengroepje:
- Bassas da India
- Europa
- De Glorieuzen (inclusief Banc du Geysir)
- Juan de Nova
- Tromelin.

Ze zijn sinds 2007 een district van de Franse Zuidelijke Gebieden, voordien vormden ze een eigen territorium, bestuurd vanuit Réunion. De tijdzone van de eilanden is UTC+4.
De eilanden zijn dus bestuurlijk een eenheid, maar geologisch en geografisch totaal niet: een rondvlucht over de eilanden zou 4100 kilometer lang zijn, twee keer Madagaskar passeren en een oppervlak van 780 000 km² omspannen, meer dan Polen, Duitsland en de Benelux samen. Daarvan behoort slechts een miniem gedeelte tot Frankrijk en het gezamenlijke landoppervlak is 44 km². 
Tromelin bevindt zich ten oosten van Madagaskar, de andere liggen aan de westkant, in en om de Straat van Mozambique; Tromelin ligt dichter bij Madagaskar, Réunion en Mauritius dan bij een van de andere Verspreide Eilanden. Van Tromelin in het noordoosten naar het eiland Europa in het zuidwesten is zo'n 1650 kilometer, vergelijkbaar met de afstand Brussel – Minsk. Van het eiland Europa naar de Glorieuzen is 1400 kilometer; veel dichter bij die archipel liggen de Comoren en Mayotte. De Comoren zijn een onafhankelijke staat en Mayotte staat evenals de Verspreide Eilanden onder Frans bestuur, maar met een andere status: Mayotte behoort niet tot de Franse Zuidelijke Gebieden, maar is een Frans overzees departement. 
De eilanden zijn gekwalificeerd als natuurreservaten. Op elk eiland, behalve Bassas da India, staat een meteorologisch weerstation. Die stations, vooral die op het westelijke Tromelin, worden voor het grootste gedeelte gebruikt om orkanen te voorspellen die Madagaskar, Mauritius en Réunion bedreigen.
Bassas da India · Europa · Juan de Nova · Glorieuzen · Tromelin
Saint-Paul en Amsterdam · Crozeteilanden · Kerguelen · Adélieland · Verspreide Eilanden in de Indische Oceaan